# Gouvernement Georges Clemenceau (1)
Troisième République
Ferdinand Sarrien Aristide Briand I
Le 25 octobre 1906, Georges Clemenceau, alors ministre de l'Intérieur et homme fort du Parti radical, est appelé à la présidence du Conseil par le président de la République Armand Fallières. Il forme un gouvernement qui se maintient près de trois ans. Georges Clemenceau bénéfice de plus d'un fort soutien à la chambre des députés (337 députés et 57,6 % de sièges). Ce gouvernement est confronté à une période charnière pour le régime : il s'agit d'un côté d'entériner le caractère laïc de la République, et de l'autre, de faire face aux mouvements sociaux qui se développent et prennent un tour de plus en plus radical.

## Composition

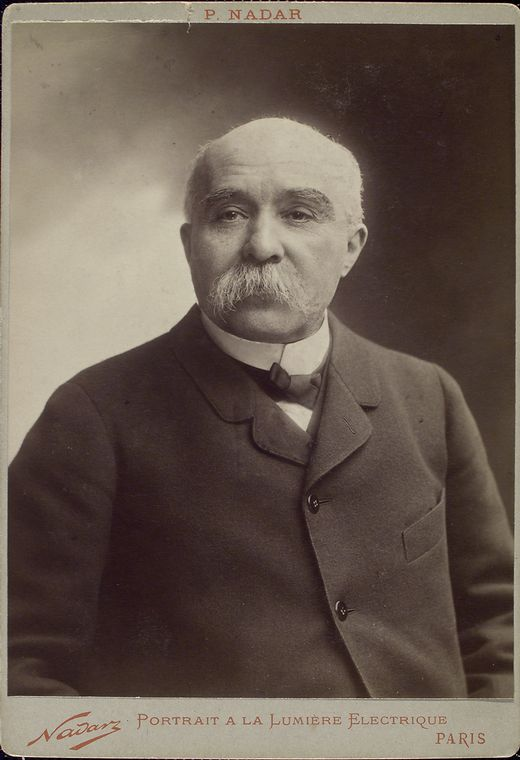
Georges Clemenceau

| Portefeuille | Titulaire | Titulaire                                        | Parti |
| --- | --------- | ------------------------------------------------ | ----- |
| Président du Conseil |           | Georges Clemenceau                               | RI    |
| Ministres |           |                                                  |       |
| Ministre de l'Intérieur |           | Georges Clemenceau                               | RI    |
| Ministre des Affaires étrangères |           | Stephen Pichon                                   | PRRRS |
| Ministre de la Guerre |           | Georges Picquart                                 | SE    |
| Ministre des Finances |           | Joseph Caillaux                                  | ARD   |
| Ministre du Travail et de la Prévoyance sociale                                                                                       |           | René Viviani                                     | SI    |
| Ministre de la Justice (et des Cultes à partir du 4 janvier 1908)                                                                     |           | Jean Guyot-Dessaigne (jusqu'au 31 décembre 1907) | PRRRS |
| Ministre de la Justice (et des Cultes à partir du 4 janvier 1908)                                                                     |           | Aristide Briand                                  | SI    |
| Ministre de la Marine |           | Gaston Thomson (jusqu'au 22 octobre 1908)        | ARD   |
| Ministre de la Marine |           | Alfred Picard                                    | SE    |
| Ministre de l'Instruction publique, des Beaux-Arts et Cultes (de l'Instruction publique et des Beaux-Arts à partir du 4 janvier 1908) |           | Aristide Briand (jusqu'au 4 janvier 1908)        | SI    |
| Ministre de l'Instruction publique, des Beaux-Arts et Cultes (de l'Instruction publique et des Beaux-Arts à partir du 4 janvier 1908) |           | Gaston Doumergue                                 | PRRRS |
| Ministre de l'Agriculture |           | Joseph Ruau                                      | PRRRS |
| Ministre des Colonies |           | Raphaël Milliès-Lacroix                          | PRRRS |
| Ministre des Travaux publics, des Postes et Télégraphes                                                                               |           | Louis Barthou                                    | ARD   |
| Ministre du Commerce et de l’Industrie                                                                                                |           | Gaston Doumergue (jusqu'au 4 janvier 1908)       | PRRRS |
| Ministre du Commerce et de l’Industrie                                                                                                |           | Jean Cruppi                                      | PRRRS |
| Sous-secrétaires d’État |           |                                                  |       |
| Sous-secrétaire d'État à l'Intérieur et à la présidence du Conseil                                                                    |           | Albert Sarraut (jusqu'au 20 juillet 1907)        | PRRRS |
| Sous-secrétaire d'État à l'Intérieur et à la présidence du Conseil                                                                    |           | Adolphe Maujan                                   | PRRRS |
| Sous-secrétaire d'État aux Beaux-Arts                                                                                                 |           | Étienne Dujardin-Beaumetz                        | RI    |
| Sous-secrétaire d'État à la Guerre |           | Henry Chéron                                     | PRRRS |
| Sous-secrétaire d'État aux Postes et Télégraphes                                                                                      |           | Julien Simyan                                    | PRRRS |

## Le premier gouvernement Clemenceau,25 octobre 1906-20 juillet 1909

### 1906

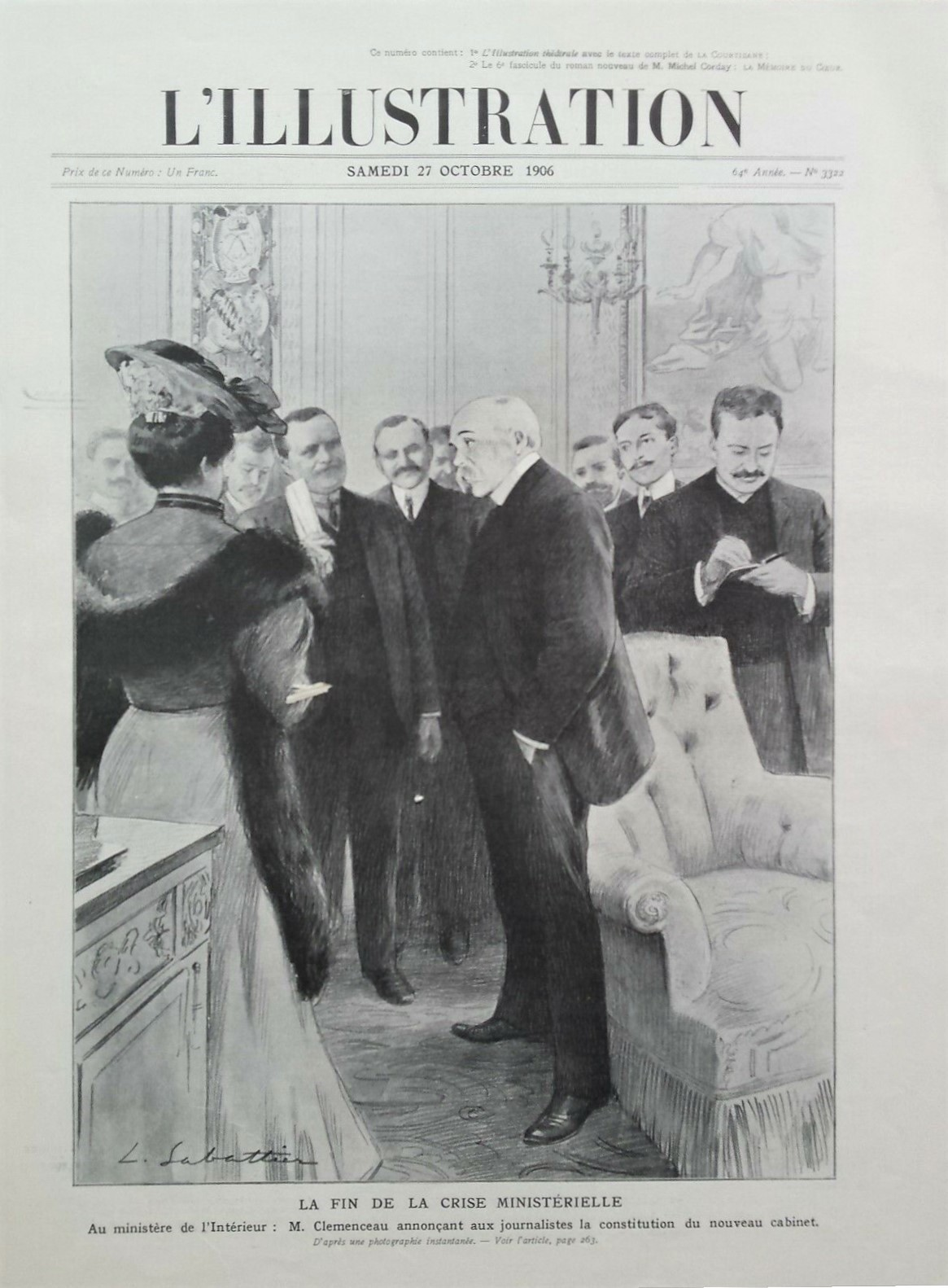
Fin de la crise ministérielle et formation du cabinet Clemenceau, L'Illustration, 27 octobre 1906.

- Création du ministère du Travail par Clemenceau. Le poste est confié à René Viviani et dénote une volonté de prise en compte de la condition ouvrière, à laquelle Clemenceau se dit "sensible". Le Ministère du Travail deviendra un poste incontournable dans les futurs gouvernements.
- Premières applications de la loi sur le repos hebdomadaire, votée sous le précédent gouvernement dirigé par Ferdinand Sarrien.
- Le gouvernement met en route un projet de loi sur les retraites ouvrières et paysannes, qui ne sera adopté que le 5 avril 1910.
- La France connaît son premier excédent de la balance commerciale depuis 25 ans, grâce aux exportations d'automobiles.
- Le gouvernement œuvre pour le renforcement de l'alliance franco-britannique, scellée depuis la signature de l'Entente cordiale.
- Le 20 novembre, les inventaires des biens du clergé s'achèvent, la loi de séparation des Églises et de l'État entre en vigueur le 11 décembre 1906. L'auditeur de la nonciature du Vatican à Paris, considéré comme un « agent secret du Saint-Siège », est expulsé. La loi prévoyait que les biens pourraient être attribués aux catholiques constitués en association. Le clergé était totalement opposé au principe de la constitution d'associations. Le 2 janvier 1907, une loi prévoit que les édifices cultuels non réclamés par défaut d'associations ou de contrat entre autorités laïques et religieuses, sont repris par l'État et les communes. Le pape Pie X condamne cette loi ; en revanche, le 30 janvier, l'épiscopat déclare accepter cette loi mais demande des garanties pour la permanence et la « sécurité morale » du service religieux. Le 28 mars, une loi assimilant les réunions culturelles aux réunions publiques est adoptée, ce qui règle le conflit entre l'Église et l'État en garantissant la liberté du culte. Le 10 avril 1908, le texte de la loi sur la dévolution des biens du clergé est voté, les églises deviennent la propriété des communes.

### 1907
- Le 7 février, le ministre des Finances Joseph Caillaux dépose un projet de loi d'Impôt sur le revenu visant à remplacer les différents impôts existants (contribution foncière, impôt sur les portes et fenêtres, contribution mobilière, patente, contribution sur les revenus des valeurs mobilières). L'impôt serait de 3 % sur les revenus du travail, 3,5 % sur les revenus capital-travail et de 4 % sur les revenus du capital. Un impôt progressif est prévu pour les revenus de plus de 5 000 francs. Dans un premier temps, le projet n'aboutira pas, mais il servira de base à la réforme de la fiscalité directe mise en place de 1914 à 1917.
- Troubles au Maroc : le 19 mars, le docteur Mauchamp, directeur du dispensaire de Marrakech, est assassiné. Le Conseil des ministres décide d'envoyer une expédition militaire. Le 29 mars Lyautey occupe Oujda. Le 30 juillet 1907, près de Casablanca, le passage du chemin de fer dans un cimetière musulman provoque une émeute, 8 Européens seront tués dont 5 Français. Soutenue par l'Espagne, la France décide d'envoyer des renforts sans pénétrer à l'intérieur du Maroc. Lorsque le général Drude débarque avec ses troupes, il subit une attaque. En représailles, le 6 août, deux navires de guerre bombardent Casablanca. Moulay Hafid se proclame Sultan à Marrakech. L'Allemagne proteste contre les initiatives françaises. Les 12 et 13 novembre 1907, le ministre des Affaires étrangères Stephen Pichon, interpellé, se défend de vouloir instituer un protectorat. Le 15 janvier 1908, une bataille a lieu près de Settat, les troupes françaises doivent battre en retraite. Le 12 février, elles occupent Settat. Le 9 mars, le général d'Amade qui a remplacé Drude, malade, est victorieux des tribus de la région de Mdakra et des Hafidiens. Six jours après, Le Matin révèle qu'un camp marocain désarmé a été massacré par les troupes françaises, ce qui sera avéré. La Chambre accorde sa confiance au gouvernement et adresse ses félicitations aux officiers et soldats d'Afrique. Fin mai 1908, la chancellerie allemande souhaite voir la convention d'Algésiras respectée. Le 18 juin le sultan Abd el-Aziz, allié de la France, est vaincu par Moulay Hafid près de Marrakech, ce dernier est proclamé sultan dans toutes les villes du Maroc. Le 12 septembre, il acceptera l'acte d'Algésiras. Le 14, la France et l'Espagne s'accordent sur les conditions de reconnaissance de Moulay Hafid. Le 27 octobre, l'Allemagne et l'Autriche-Hongrie acceptent ces conditions.

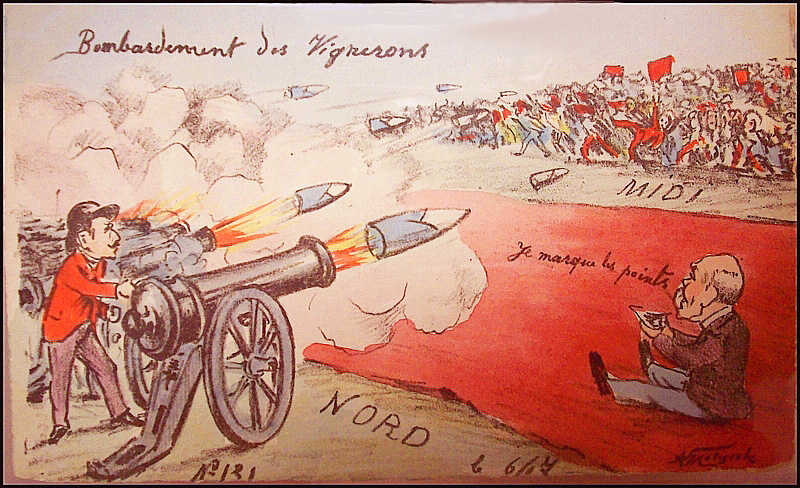
Caricature montrant Clemenceau arbitrant le combat des viticulteurs du Midi contre les betteraviers du Nord

- Le 1er avril 1907, les vignerons du Midi tiennent des meetings pour dénoncer la mévente du vin. En juin, le mouvement des vignerons prend une tournure insurrectionnelle. 500 000 manifestants à Montpellier. Des bagarres éclatent le lendemain à Narbonne. Deux leaders apparaissent, un petit propriétaire, Marcelin Albert, et le maire socialiste de Narbonne, le docteur Ernest Ferroul, qui démissionne le 10 juin, déclenchant une grève municipale suivie par des centaines de communes de l'Hérault, de l'Aude et des Pyrénées-Orientales. Clemenceau craint une paralysie administrative. Le 17 juin, le gouvernement engage des poursuites contre les dirigeants. Le docteur Ferroul est arrêté après avoir fait arborer le drapeau noir sur la mairie. Le 20, 6 manifestants sont tués. La préfecture de Perpignan et la sous-préfecture de Narbonne sont incendiées. Le 21, à Béziers, les militaires du 17e, composé de natifs de la région, refusent de tirer sur les manifestants. Ils seront envoyés à Gafsa en Tunisie. Le 29 juin, la loi interdisant la chaptalisation est votée. La chaptalisation consiste à ajouter du sucre au moment de la fermentation, ce qui augmente le degré alcoolique et permet ainsi d'ajouter de l'eau, ce qui serait à l'origine de la surproduction (plus récemment, des aides accordées à la viticulture étaient fondées notamment sur le degré alcoolique, ce qui a entraîné une recrudescence des fraudes par chaptalisation). L'agitation se calmera peu à peu et des non-lieux seront décidés pour les dirigeants.
- Le 11 août, au congrès de la SFIO, Jean Jaurès défend la motion invitant tous les prolétaires et les socialistes à s'opposer à la guerre par tous les moyens. Cette résolution sera à l'origine de conflits entre les radicaux et les socialistes.
- Le gouvernement présente le premier budget déficitaire de la IIIe République devant la Chambre. Le rejet du projet de loi fiscal du ministre Joseph Caillaux prive l’État de nouvelles recettes rendues nécessaires avec la hausse des dépenses sociales[réf. nécessaire].

### 1908
- Le 4 janvier 1908, le décès du ministre de la justice Guyot Dessaigne provoque un remaniement ministériel.
- Le 2 mai 1908 débute la grève des carriers de Draveil, Villeneuve-Saint-Georges et Villeneuve-le-Roi. Les revendications sont une augmentation de salaire de 20 centimes de l'heure et la suppression du travail à la tâche. Les grévistes organisent la chasse aux "renards" (on dirait aux "jaunes" aujourd'hui). Début juin, de graves incidents ont lieu, 2 ouvriers sont tués par la police et 8 autres sont blessés. Début août, la fédération du bâtiment lance un appel à la grève générale et organise des manifestations à Vigneux. Les manifestants se heurtent violemment aux 5 régiments de cavalerie. Le 4 août, les grévistes acceptent les propositions patronales, 5 centimes d'augmentation et la journée de 10 heures. Les dirigeants de la CGT qui avaient été arrêtés sont relâchés. On découvrira en 1911 que Clemenceau avait infiltré des agents provocateurs à l'origine de la violence.
- Le 10 avril 1908, vote de la loi Ribot sur les habitations à bon marché (HBM, ancêtres des HLM). Elle vise à fixer les populations rurales en les aidant à accéder à la propriété de leur maison et du terrain. Pour ce faire, les sociétés régionales de crédit immobilier sont créées. Elles offrent des prêts à un taux de 2 % soit aux particuliers, soit aux sociétés de HBM. La loi institue également des Offices publics d'HBM et des Crédits immobiliers.
- Le 4 juin, les cendres d'Émile Zola, qui avait œuvré pour la réhabilitation de Dreyfus aux côtés, entre autres, de Clemenceau et de Jaurès, sont transférées au Panthéon.
- À partir du 21 mars 1908, l'Action française paraît quotidiennement, prônant le nationalisme, propageant l'idée de revanche sur l'Allemagne, fustigeant les juifs, les métèques et les francs-maçons. En novembre, les jeunes militants de l'Action Française fondent des groupes d'action rassemblés dans la Fédération nationale des Camelots du roi. Ils se heurtent aux étudiants de gauche au quartier latin de Paris.

### 1909

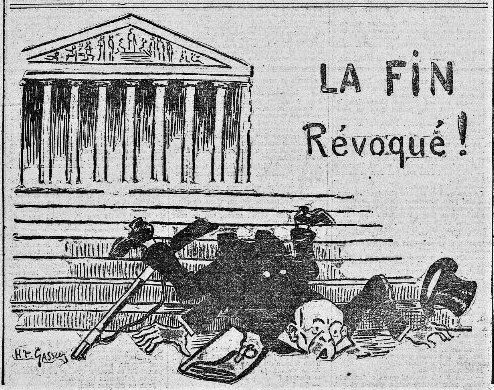
La chute du gouvernement Clemenceau caricaturée par Henri-Paul Deyvaux-Gassier, L'Humanité, 22 juillet 1909.

- En février 1909, le syndicalisme féminin se développe. On trouve la fondation de l'Union française de syndicats professionnels féminins (catholique), l'Union centrale des syndicats professionnels féminins, le Syndicat des employés du commerce et de l'industrie (SECI), qui sera à l'origine de la CFTC.
- La Compagnie des chemins de fer de l'État rachète la Compagnie des chemins de fer de l'Ouest.
- En mars 1909, puis en mai, ont lieu les gréves des postiers, premières grèves dans la Fonction publique. Les fonctionnaires, n'ont pas le droit de grève, en vertu du principe de continuité de l'État. Clemenceau reçoit, dans un premier temps, des délégués des grévistes, et semble négocier, dans le but de faire cesser le mouvement. Dans un second temps, à la suite d'un appel à la grève générale des postiers, il fait procéder, avec le ministre Louis Barthou, à de nombreuses révocations (près de 800 au total). Jaurès et Clemenceau, deux grands orateurs, s'affrontent au cours d'une joute à la chambre au sujet du droit de grève des fonctionnaires. Clemenceau est favorable à un statut de la fonction publique, mais reste hostile au droit de grève. Le président du Conseil est soutenu par la chambre (454 voix pour et 69 contre). Le droit de grève ne sera reconnu aux fonctionnaires qu'après la Seconde Guerre mondiale par le Conseil d'État.
- Le 12 juillet 1909, Léon Jouhaux devient secrétaire général de la CGT. Le même jour, la loi sur le bien de famille insaisissable est votée. Cette loi vise à soutenir une agriculture minée par l'endettement paysan et le morcellement des exploitations. Elle porte pour chaque foyer sur une maison et ses terres, si leur valeur est inférieure à 8 000 francs : l'insaisissabilité en est alors absolue, mais il devient impossible de l'hypothéquer.
- Depuis quelques mois, la marine militaire rencontre des problèmes. Une explosion d'un canon sur le croiseur Latouche-Tréville (13 morts) provoque la démission du ministre de la marine et la perte de trois navires (Iéna, Algésiras, Couronne). Théophile Delcassé, qui a présenté le rapport, et Clemenceau s'affrontent. Clemenceau est mis en minorité, il démissionne. Le président de la République Armand Fallières nomme Aristide Briand pour lui succéder à la présidence du Conseil.

## Impact sur les relations entre les composantes de la gauche
Selon le biographe de Clemenceau et historien de la gauche Michel Winock, ce gouvernement "accuse la coupure entre deux gauches" et débouche sur des conséquences durables. 
A la formation du gouvernement, les parlementaires de la SFIO s'abstiennent lors de la question de confiance (au lieu de voter contre, comme ils le font traditionnellement vis-à-vis de ce qu'ils désignent comme les « gouvernements bourgeois ») tandis que le nouveau président du conseil tend la main aux socialistes pour mettre en place des réformes sociales. Cette relation s'explique par le fait que Clemenceau soit alors le président du conseil le plus à gauche jamais entré en fonction, défend de longue date la nécessité du progrès social et présente comme objectifs de son gouvernement une série de réformes socio-économiques allant dans le sens d'un développement de l'Etat social et de la protection des salariés. En outre, la gauche républicaine et les socialistes sortent alors de séquences comme l'affaire Dreyfus et la laïcisation du pays qui ont pu les voir s'associer pour préserver le régime dans une entende parfois désignée comme "le parti républicain".
L'apparition de mouvements sociaux virulents sous le gouvernement Clemenceau dès 1906 plonge néanmoins ces forces dans une relation conflictuelle. Le président du conseil et ministre de l'intérieur y répond en choisissant le maintien strict de l'ordre public et de l'autorité de l'Etat via la répression tandis que son bilan en matière de réforme sociale est par ailleurs très inférieur aux attentes. Pour leur part, les parlementaires socialistes sont d'autant plus poussés à l'opposition qu'ils ne remettent pas en question la ligne anarcho-syndicaliste d'organisations à l'œuvre comme la CGT et sont eux-mêmes marqués par une position de rejet du parlementarisme et de la légitimité de "l'Etat bourgeois" inspirée de la pensée du marxiste Jules Guesde. Cette divergence conduit les socialistes à s'opposer vivement au gouvernement puis à se réjouir de sa chute. Mais elle se prolonge de manière plus profonde dans les années suivantes entre une gauche républicaine attachée à l'autorité de la loi tout en échouant désormais à occuper véritablement le champ du progrès social et une gauche socialiste, puis pour partie communiste, qui adopte une approche révolutionnaire. L'unité d'action entre les deux est ainsi rendue plus délicate et n'opère plus que par intermittence.